# Valerie Leon
Valerie Leon (* 12. November 1943 in London) ist eine englische Schauspielerin.

## Leben
Valerie Leon wurde im Londoner Stadtteil Islington als ältestes von vier Kindern eines Textilfabrikanten und einer Schauspiellehrerin geboren. Die Mutter gab ihren Beruf auf, um sich ganz der Erziehung ihrer Kinder zu widmen. Nach ihrer Schulausbildung begann Valerie Leon eine Ausbildung im bekannten Kaufhaus Harrods. Nach dem Besuch eines Castings wurde sie Revuetänzerin, was dazu führte, dass sie in der Aufführung des Musicals Funny Girl mit Barbra Streisand mitwirkte.
Ihre erste Fernsehrolle spielte sie 1967 in einer Folge der Fernsehserie Simon Templar an der Seite von Roger Moore. Es folgten viele kleinere Rollen in bekannten Fernsehserien wie Die 2 und Mit Schirm, Charme und Melone. Bekannt ist Valerie Leon in Großbritannien auch für ihre Auftritte in zahlreichen Fernsehwerbespots, woraus besonders derjenige für Hai Karate After Shave hervorzuheben ist, der von 1969 bis 1975 jedes Jahr an Weihnachten ausgestrahlt wurde.
Leon hatte Auftritte in sechs Filmen der Carry-On…-Filmreihe und in zwei James-Bond-Filmen, namentlich Der Spion, der mich liebte und Sag niemals nie. Zu ihren bekannteren Nebenrollen zählen die Auftritte als Tanya in Inspector Clouseau – Der irre Flic mit dem heißen Blick, als Rezeptionistin in Charlie staubt Millionen ab und als Callgirl in Bitte keinen Sex, wir sind Briten. Eine ihrer seltenen Hauptrollen spielte Valerie Leon 1971 als wiedergeborene ägyptische Prinzessin in dem Horrorfilm Das Grab der blutigen Mumie der Produktionsgesellschaft Hammer. Die Nacktszene in diesem Film wurde laut Leon mit einem Bodydouble aufgenommen, sie selbst sei niemals nackt in einem Film aufgetreten.
Valerie Leon spielte auch zahlreiche Rollen am Theater, z. B. in Mach’s noch einmal, Sam von Woody Allen, Darling Mr. London neben David Jason, Agatha Christies Black Coffee und Dracula. Leon war von 1974 bis zu seinem Tod im Jahr 1988 mit Michael Mills verheiratet, der bei BBC für den Bereich Comedy verantwortlich war. Sie haben zwei Kinder. Der Sohn wurde 1975 geboren, die Tochter 1977. Seit 2009 hält Valerie Leon in Spanien, Großbritannien und auf Kreuzfahrtschiffen bebilderte Vorträge über ihr Leben und ihre Karriere.

## Filmografie (Auswahl)
- 1967: Simon Templar (The Saint) (Fernsehserie, Folge 5x19 Ein Killer kommt selten allein)
- 1967: Der Baron (The Baron) (Fernsehserie, Folge 1x29 Countdown)
- 1968: Mit Schirm, Charme und Melone (The Avengers) (Fernsehserie, Folge 7x06 Operation George)
- 1968: Alles unter Kontrolle – keiner blickt durch (Carry On up the Khyber)
- 1969: Das total verrückte Campingparadies (Carry On Camping)
- 1969: Das total verrückte Irrenhaus (Carry On Again Doctor)
- 1969: Charlie staubt Millionen ab (The Italian Job)
- 1969: Randall & Hopkirk – Detektei mit Geist (Randall & Hopkirk (Deceased), Fernsehserie, 1 Folge)
- 1970: Die total verrückte Königin der Amazonen (Carry On Up the Jungle)
- 1970: Up Pompeii! (Fernsehserie, Folge 1x03 The Senator and the Asp)
- 1971: Das Grab der blutigen Mumie (Blood from the Mummy’s Tomb)
- 1971: Die 2 (The Persuaders!) (Fernsehserie, Folge 1x13 Die Jagd nach der Formel)
- 1972: Die total verrückte Oberschwester (Carry On Matron)
- 1973: Bitte keinen Sex, wir sind Briten (No Sex Please, We’re British)
- 1973: Mißwahl auf Englisch (Carry On Girls)
- 1976: Queen Kong
- 1977: James Bond 007 – Der Spion, der mich liebte (The Spy Who Loved Me)
- 1978: Die Wildgänse kommen (The Wild Geese)
- 1978: Inspector Clouseau – Der irre Flic mit dem heißen Blick (Revenge of the Pink Panther)
- 1983: Sag niemals nie (Never Say Never Again)